# F7 (エンジン)

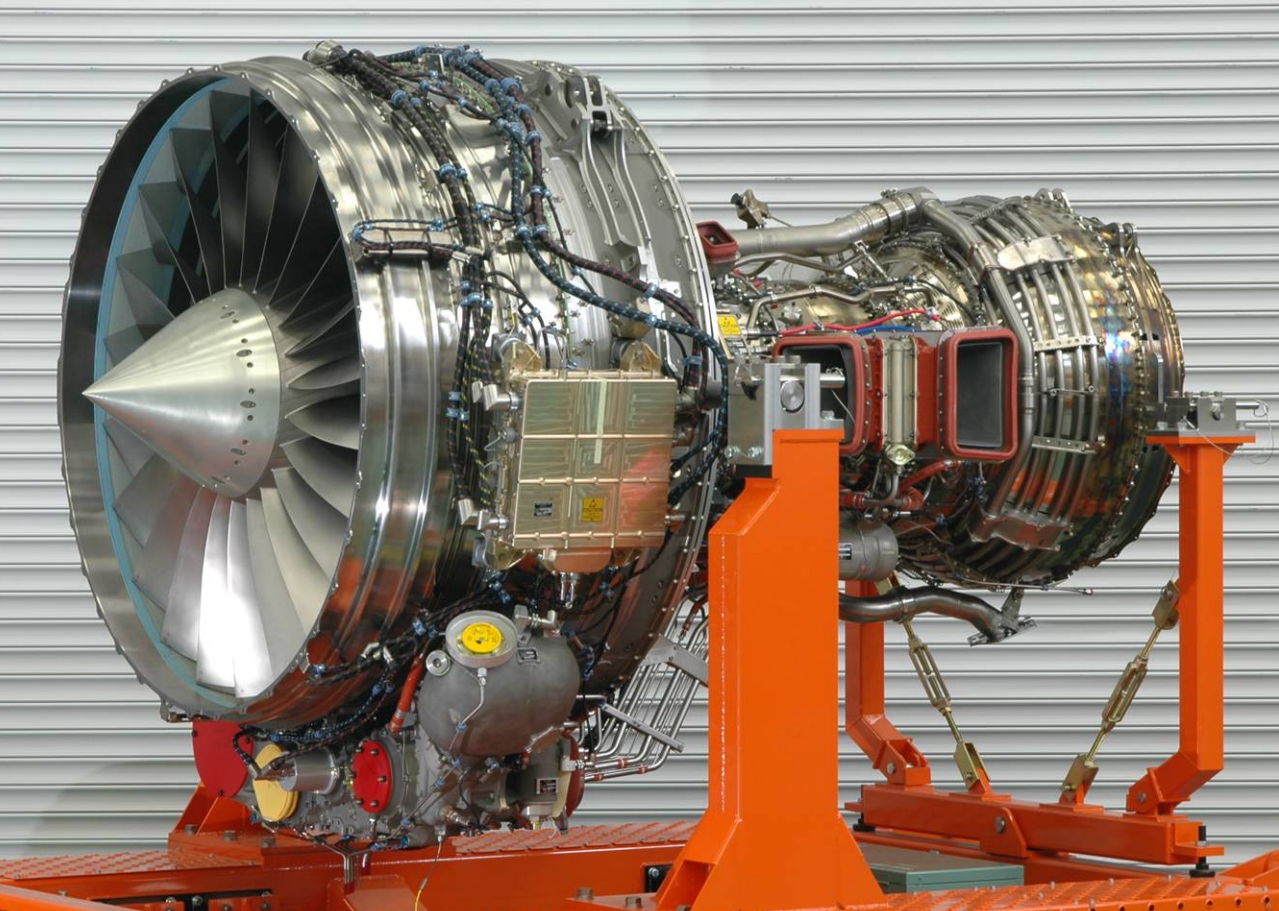
XF7-10

IHI F7はP-1のためにIHIによって開発されたターボファンエンジンである。開発総額は200億円以上。

## 概要

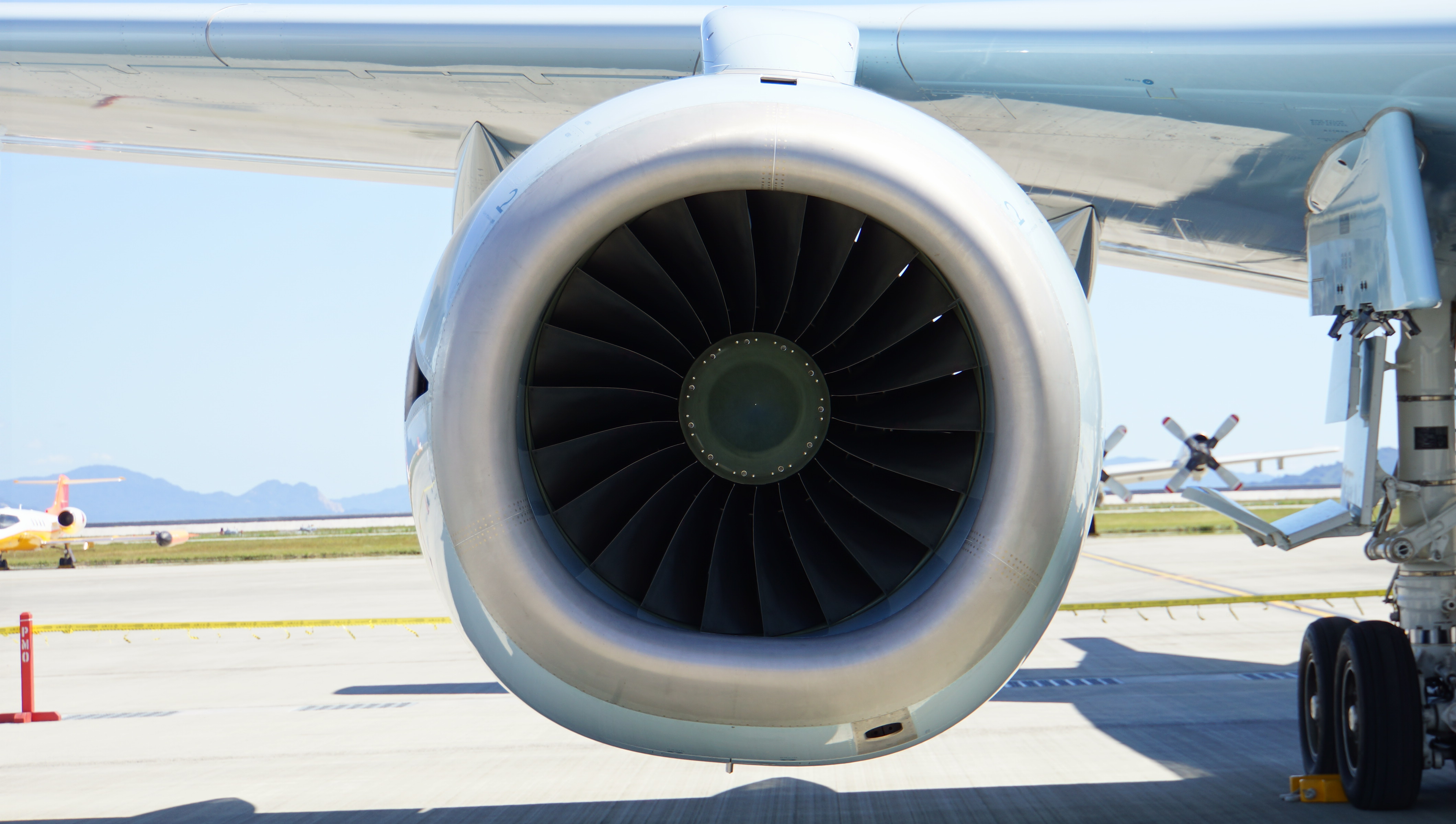
F7-10

### 開発
F7はP-1のエンジンとして開発が始められた。国内開発となったのは同クラスの現用エンジンがプラット・アンド・ホイットニーのJT8D-9やGEのCF34-8Eおよびロールス・ロイスのBR700程度しか存在せず、選択肢が少なかったためである。
1998年からは「高バイパス比エンジン技術の研究」が始められた。その一環として1998年から2001年にかけ「ターボファンエンジンの構成要素の研究」が実施され、ファン等のデータが取得された。この成果を元に2000年から2002年にかけて新たに研究試作した高バイパス比ファン等と1995年に試作した低バイパス比のXF5-1のエンジンコアを組み合わせた「高バイパス比ファンエンジン（地上据置型）の研究」が実施され、燃料消費率、バイパス比などの目標性能を達成した。なお、ここで試作されたエンジンにはXF7-1という型式がつけられている。
2001年からは「大型機用エンジンの研究」が始められた。これは実験用航空機にて飛行可能なレベルまでの機能・性能の実証を行うもので、2002年には飛行試験が行われ 同年第2半期からは、PFRT (Preliminary Flight Rating Test:予備飛行定格試験)が開始された。このPFRTは、軍用仕様のMIL-E-5007D規格に規定された本来のPFRTに加え、独自のFADECシステムに関する規格に準拠していることも試験するものであった。排ガス・騒音についてはICAOの規制を満たすことを目指した。
2004年10月28日、形式をXF7-10として正式にP-1のエンジンとして採用が決定され、同年11月から12月にかけてC-1FTBをテストベッドとしてXF7-10エンジンの飛行試験が行われた。また、同年からは「次期固定翼哨戒機用エンジンの研究」が始められ2004年から2008年前半に研究試作が、2006年後半から2010年前半まで所内試験がそれぞれ実施された。
2007年2月、大樹町多目的航空公園において環境氷結試験が実施された。
同年6月7日、地上での耐久試験中にエンジン内部のベアリングが損傷するという事象が発生した。この不具合についてはのちにベアリング保持器の形状を変更することで解決したとしている。
同年8月にPFRTが完了。量産仕様を決定するQT(Qualification Test:認定試験)段階で、消防研究センターにて国内初の耐火試験が実施され、良好な結果が得られた。
同年9月から10月にかけてアメリカ空軍アーノルド技術開発センターにおいて高空試験が実施され、従来の同程度のエンジンと比べて約10％の燃料消費の低減を確認。
2010年度に量産型の設計が完了し、製造が開始された。
2013年5月13日、計器動作確認のため高度約10,000mから約8,000mへ急降下させた後、エンジン出力を急激に下げながら飛行姿勢を立て直したところ燃焼が不安定になり全エンジンが停止するというトラブルが発生した。
同年9月27日、原因が量産化に際して燃料噴射弁を肉厚にする設計変更をしたためであることが判明、制御プログラムを改修し燃料流量を増やすことでこの問題を解決し10月23日に飛行を再開した。

### 特徴
F7は、離陸時推力が1基あたり約60kN（6,100 kg/13,500 lbs）と、一般的な50-100席クラス旅客機用エンジンと同水準で、省燃費・低騒音を特徴とする。
先行して開発されたXF5-1の技術が移転されており、エンジンコアはファミリー化してほぼ同じにし、性能、期間、コストのリスク低減を図っている。日米英独で国際共同開発した民間用の同クラスエンジンV2500の経験も役立った。IHIがタービンなど基幹構成品を開発・生産するほか、川崎と三菱も部品を供給する。
塩害による腐食やバードストライクによる損傷を防ぐ為に強力な合金（チタン合金、ニッケル合金、アルミニウム合金）が選択され、騒音減衰パネルも採用された。そのため騒音はP-3のアリソン T56よりも5-10dB低く、アイドリング時に76dB、離陸時に70.6dBである。
環境にも配慮されており、タービン入口温度を1,600℃から1,550℃に下げることにより排気ガスの排出物をNOx54%、CO33%、UHC0.5%、黒煙74%（いずれもICAOの規格における基準を100%とした相対比）に抑えている。
また、F7-10が搭載されるP-1は、GE・アビエーションシステムのカウル開閉装置による逆推力装置を4発のうち内舷2発にのみ備えている。

## 問題点
搭載されたP-1ではエンジンの故障間隔が計画の半分程度の期間しかなく、P-1の低い可動率（Operational Availability）の大きな原因となっている。本来頻繁に破損すると想定されていないパーツなどが壊れ、想定外の修理が必要になる事案が知られ、過酷条件とは無縁な最前段のファンが飛散する事故も報告されている。

## 民間転用計画
2016年12月14日、防衛装備庁とIHIとの間でJAXAへの販売に向けた民間転用契約が締結されたことを受け、F7エンジンの導入に向けた準備を開始すると発表した。これはJAXAにおいて、要素技術として研究されてきた研究成果の実証用に使用されるもので、実エンジン内部のモジュールを頻繁に組み替えて試験することが想定される。そのため、技術ノウハウが開示されていない海外製エンジンでは、試験実施が困難であったことから導入につながった。また、上記の実証成果は防衛省にフィードバックされる予定であり、F7エンジンの性能向上への貢献が期待される。2019年度にF7エンジンを導入し、その後、低NOxリーンバーン燃焼器技術をエンジンシステムとして実証し、2023年度以降のエンジン開発につなげる予定。

## 形式
XF7-1
地上据置型：1基
XF7-10
試作型。PFRT：5基、QT：5基
F7-10
量産型
F7-GT
ガスタービン型

## 搭載機
- P-1 (哨戒機)

## 仕様 (F7-10)
一般的特性
- 形式: 高バイパス比2軸ターボファンエンジン
- 全長: 2.7 m
- 直径: 1.4 m (エンジン入口径)
- 乾燥重量: 1,240 kg

構成要素
- 圧縮機: ファン1枚・10段（低圧2段、高圧8段）軸流圧縮機
- 燃焼器: アニュラー型
- タービン: 2段高圧・4段低圧タービン

性能
- 推力: 6,120 kgf (60.0 kN; 13,500 lbf)
- バイパス比: 8.2:1
- 空気流量: 240 kg/s
- タービン入口温度: 1,550 ℃
- 燃料消費率: 0.34 kg/hr/daN
- 推力重量比: 4.9:1

出典: